# Biscutella turolensis
Biscutella turolensis är en korsblommig växtart som beskrevs av Carlos Pau, M.B. Crespo, Güemes och Gonzalo Mateo. Biscutella turolensis ingår i släktet Biscutella och familjen korsblommiga växter. Inga underarter finns listade i Catalogue of Life.